# Institute of Acoustics
Das Institute of Acoustics (IOA) ist die britische Gesellschaft für Ingenieure und Wissenschaftler im Bereich der Akustik.
Sie ging 1974 aus dem Zusammenschluss der 1963 gegründeten Society of Acoustic Technology (ab 1965 British Acoustic Society) und der Akustik-Gruppe des Institute of Physics hervor. Sie haben rund 3000 Mitglieder (2016).
Es gibt Untergruppen für Raumakustik, Elektroakustik, Umweltlärm, Messinstrumente, Musikalische Akustik, Physikalische Akustik, Sprache und Hören, Unterwasser-Akustik und Schwingungen und Lärm im Ingenieurwesen (Vibration and Noise Engineering).
Sie vergeben verschiedene Preise, darunter die Rayleigh-Medaille, die Tyndall-Medaille und die A. B. Wood Medal.
Ihr Sitz ist in St Albans.